# Talamanca (Catalogne)
Talamanque (en espagnol Talamanca) est une commune de la province de Barcelone, en Catalogne, en Espagne, de la comarque de Bages.